# Tullgrenella lunata
Tullgrenella lunata es una especie de araña saltarina del género Tullgrenella, familia Salticidae. Fue descrita científicamente por Mello-Leitão en 1944.
Habita en Argentina.